# Hydroxyde de bismuth
L'hydroxyde de bismuth (Bi(OH)3), ou trihydroxyde de bismuth, est un composé chimique incomplètement caractérisé du bismuth. Il est produit sous forme de flocons blancs lorsqu'un alcalin est ajouté à une solution d'un sel de bismuth et est généralement décrit comme hydrate d'oxyde de bismuth  ou hydrate de bismuth.

## Usages
L'hydrate de bismuth est un composant utilisé dans le lait de bismuth , utilisé pour les troubles gastro-intestinaux comme agent protecteur. L'ammoniac aqueux peut réagir avec les ions bismuth(III) pour former un précipité, l'hydroxyde de bismuth blanc.
Il est utilisé comme absorbant et dans l'hydrolyse de l'acide ribonucléique mais aussi pour isoler le plutonium de l'uranium irradié.